# Louis-Eugène Mouchon
Louis-Eugène Mouchon, né à Paris le 30 août 1843 et mort à Montrouge le 3 mars 1914, est un médailleur, dessinateur de billet de banque et graveur de timbres-poste français, notamment de la série d'usage courant de France qui porte son nom, le type Mouchon.

## Biographie
En 1882, pour la poste portugaise, Mouchon grave l'effigie de la dernière émission du roi Louis Ier et en 1895 les timbres de la deuxième émission de son fils, le roi Charles Ier. Au Portugal, l'expression « type Mouchon » désigne ces émissions.
En Belgique, de 1884 à 1900, les timbres à l'effigie de Léopold II ont été gravés ou dessinés par Mouchon. On lui doit aussi plusieurs séries de timbres des Pays Bas, émis à partir de 1898 et en usage jusqu'en 1923, ou la jeune reine Wilhelmina, dans son costume de couronnement, apparaît dans un cadre tout en finesse et en élégance.
En 1903, d'après une plaque en relief fournie par Oscar Roty représentant la Semeuse de la monnaie, il grave la Semeuse.
On lui connaît également des gravures pour des billets de banque serbes (10 dinars 1887).
Il est nommé chevalier de la Légion d'honneur le 3 janvier 1895.

## Galerie

Œuvres de Louis-Eugène Mouchon
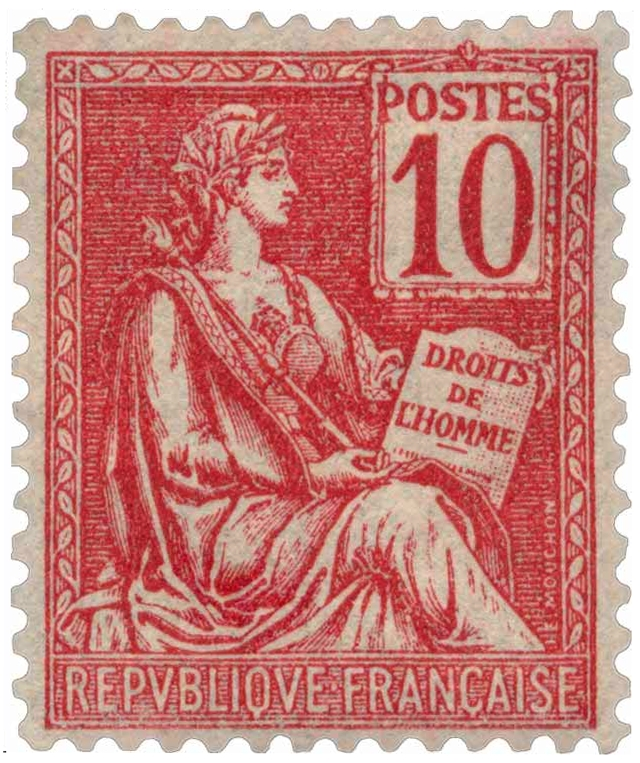
Le 10 c. dans la série au Type Mouchon, 1900.
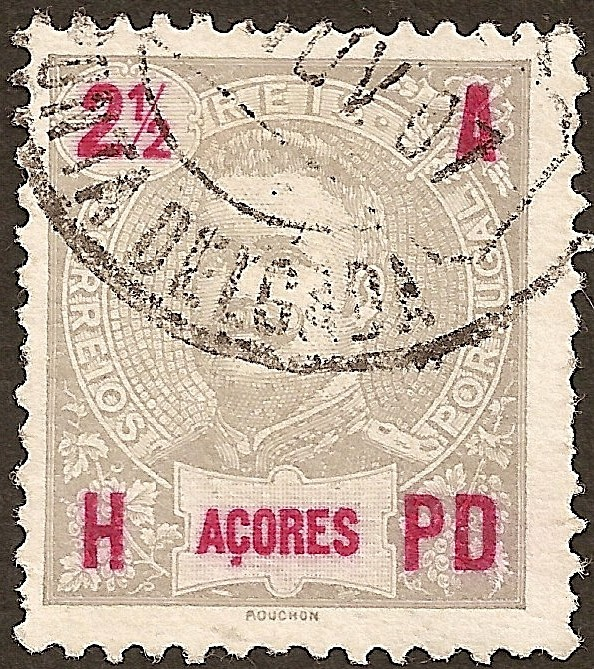
Le roi Charles Ier du Portugal.
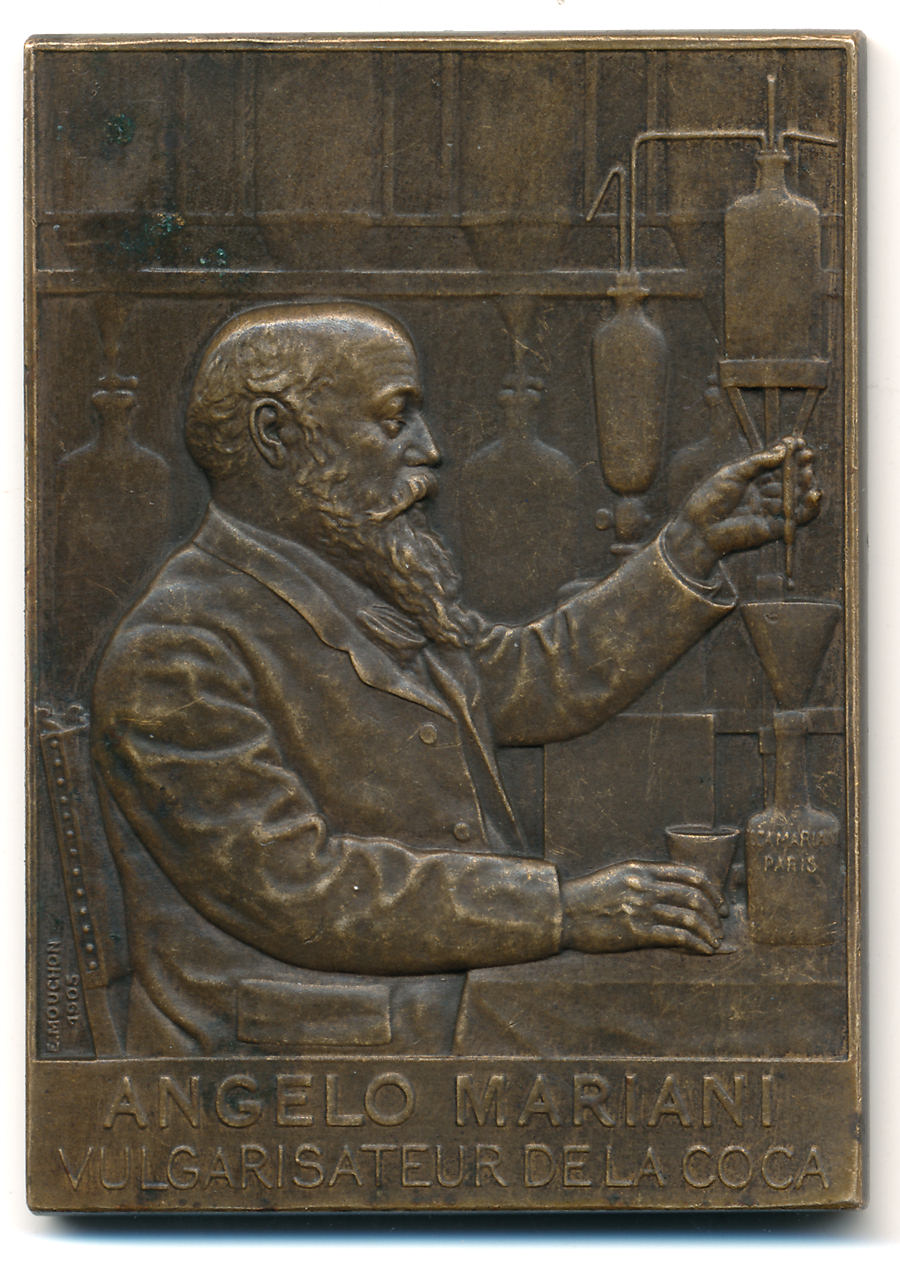
Angelo Mariani, vulgarisateur de la coca (1905), plaquette en bronze, 37 × 52 mm, avers.
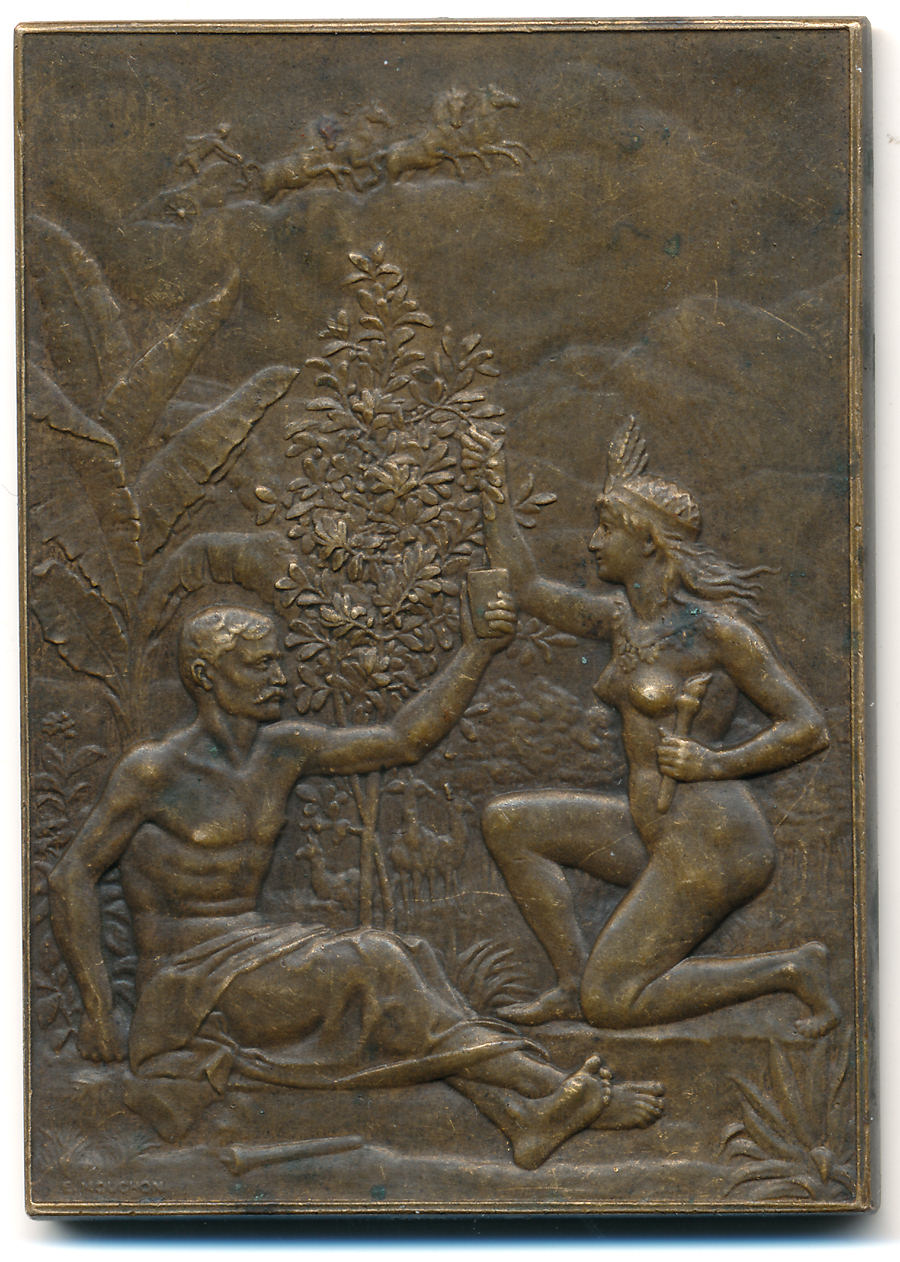
Angelo Mariani, vulgarisateur de la coca (1905), revers.
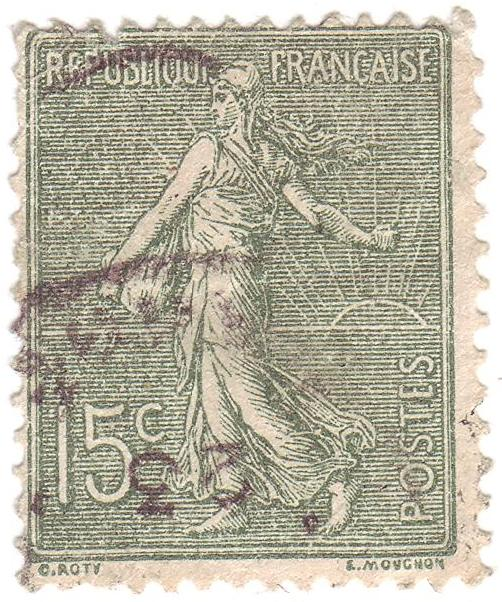
Semeuse lignée 1903.